# 桑格勒
桑格勒（法語：Singles，法語發音：[sɛ̃ɡl]）是法国多姆山省的一个市镇，属于伊苏瓦尔区。

## 地理
桑格勒（45°33'5"N, 2°32'18"E）面积20.43 平方千米，位于法国奥弗涅-罗讷-阿尔卑斯大区多姆山省，该省份为法国中南部省份，北起阿列省接壤，东临卢瓦尔省，南至上盧瓦爾省和康塔爾省，西接科雷兹省和克勒兹省。
与桑格勒接壤的市镇（或旧市镇、城区）包括：阿韦兹、孔福朗波尔迪约、拉罗德、默塞、萨韦讷、托沃。

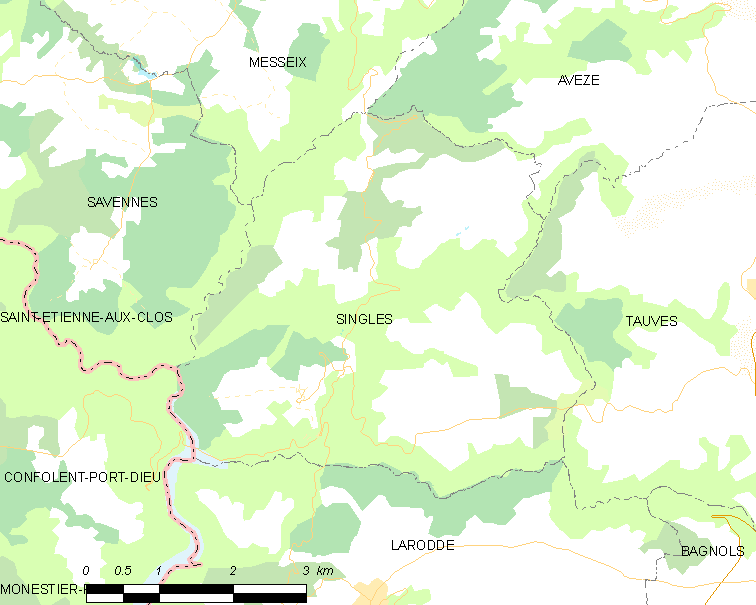
桑格勒的OSM定位图

桑格勒的时区为UTC+01:00、UTC+02:00（夏令时）。

## 行政
桑格勒的邮政编码为63690，INSEE市镇编码为63421。

## 政治
桑格勒所属的省级选区为勒桑西县。

## 人口

1962-2008年间桑格勒人口变化图示

桑格勒于2022年1月1日时的人口数量为154人。